# Morpheus
Morpheus是NVIDIA于2021年推出针对网络安全的一个应用框架。

## 简介
Morpheus利用机器学习来识别、捕获之前无法辨别的威胁和异常，如数据泄露、网络钓鱼和恶意软件等情况。Morpheus把Mellanox网络和NVIDIA AI技术结合起来，结合Morpheus和BlueField DPU，网络中所有运算节点可以在边缘当作是网络防御传感器，不需要复制就可以以线速率的速度分析数据包。 

## 应用
2021年4月，搭载有Morpheus的NVIDIA® BlueField®-3 DPU发布，从CPU设施服务中将网络安全业务应用卸载和隔离出来。